# Internationale Filmfestspiele von Venedig 2024

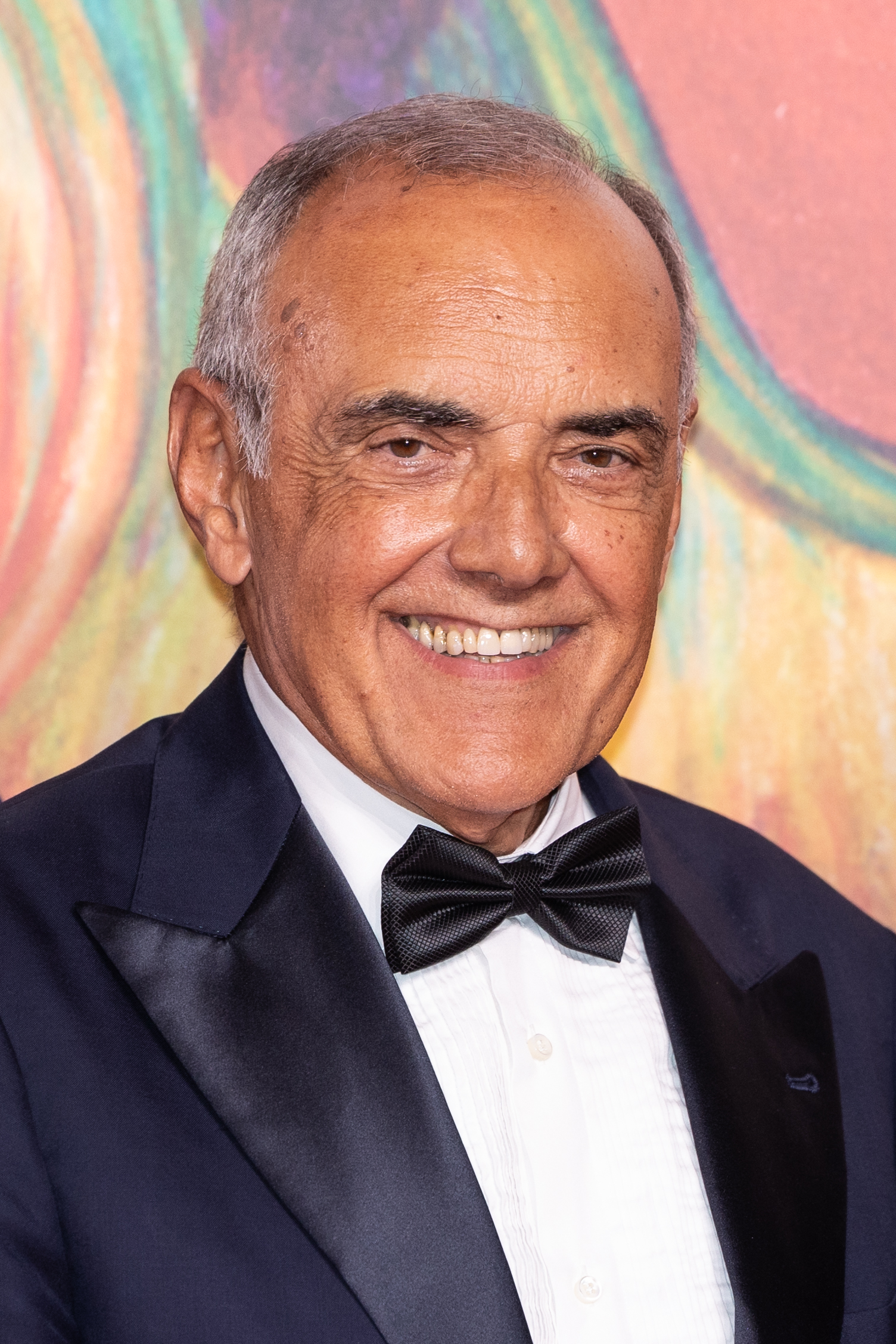
Festivalleiter Alberto Barbera bei der Ausgabe im Jahr 2024

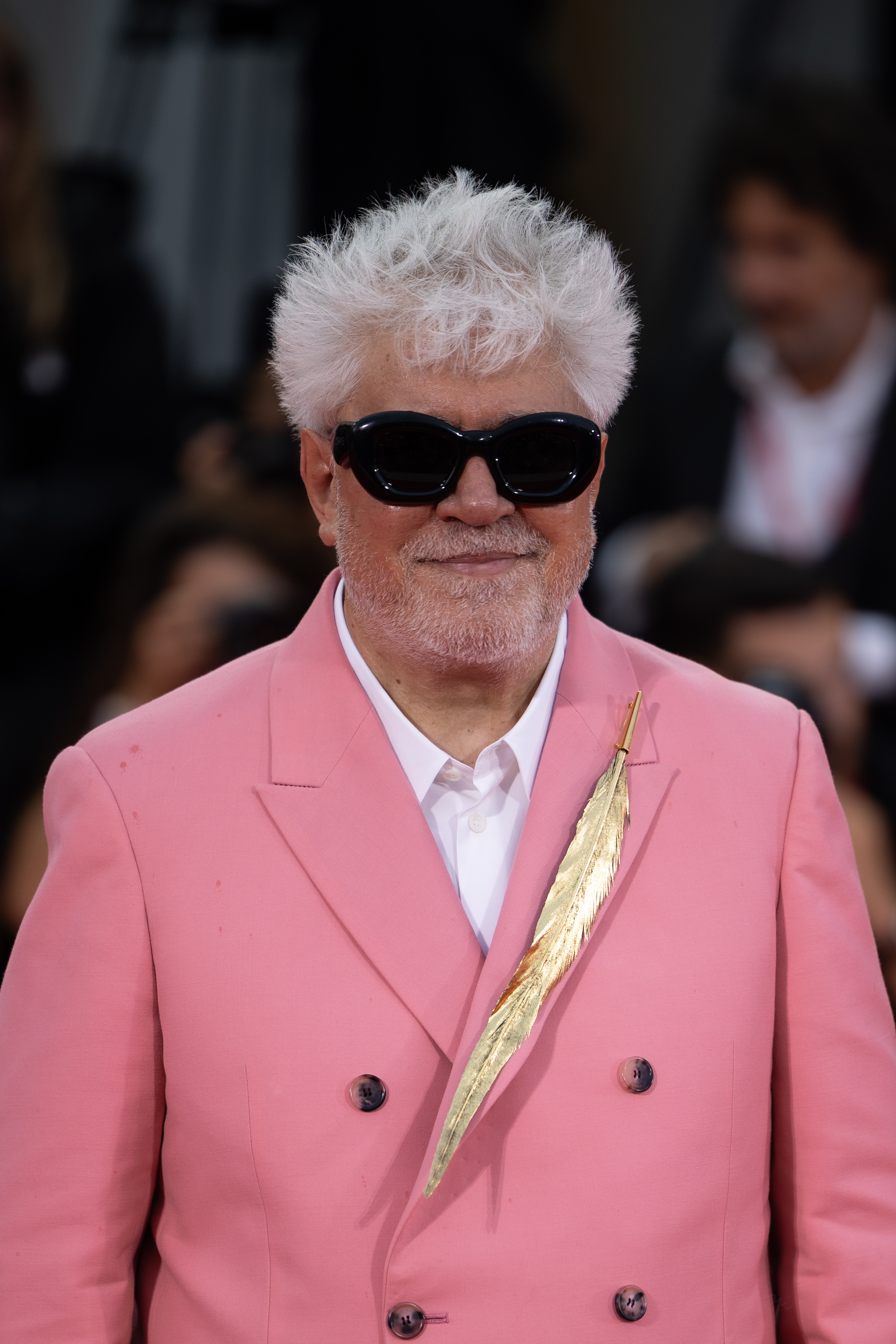
Pedro Almodóvar, Gewinner des Hauptpreises für The Room Next Door

Die 81. Internationalen Filmfestspiele von Venedig (italienisch 81. Mostra Internazionale d’Arte Cinematografica) fanden vom 28. August bis zum 7. September 2024 am Lido statt. Sie zählen neben der Berlinale und den Filmfestspielen von Cannes zu den drei bedeutendsten A-Festivals der Welt. Die Auflage stand zum 13. Mal unter der Leitung von Alberto Barbera. Jurypräsidentin für den Hauptwettbewerb war die französische Schauspielerin Isabelle Huppert. Mit dem Hauptpreis Goldener Löwe wurde der Spielfilm The Room Next Door von Pedro Almodóvar ausgezeichnet.
Bereits vor Festivalbeginn als Laureaten fest standen der australische Regisseur Peter Weir und die US-amerikanische Schauspielerin Sigourney Weaver, denen der Goldene Löwe als Ehrenpreis für ein Lebenswerk zuerkannt wurde. Weaver wurde die Auszeichnung bei der Eröffnungsgala überreicht.
Als Eröffnungsfilm wurde die Fantasy-Horrorkomödie Beetlejuice Beetlejuice von Tim Burton gezeigt.

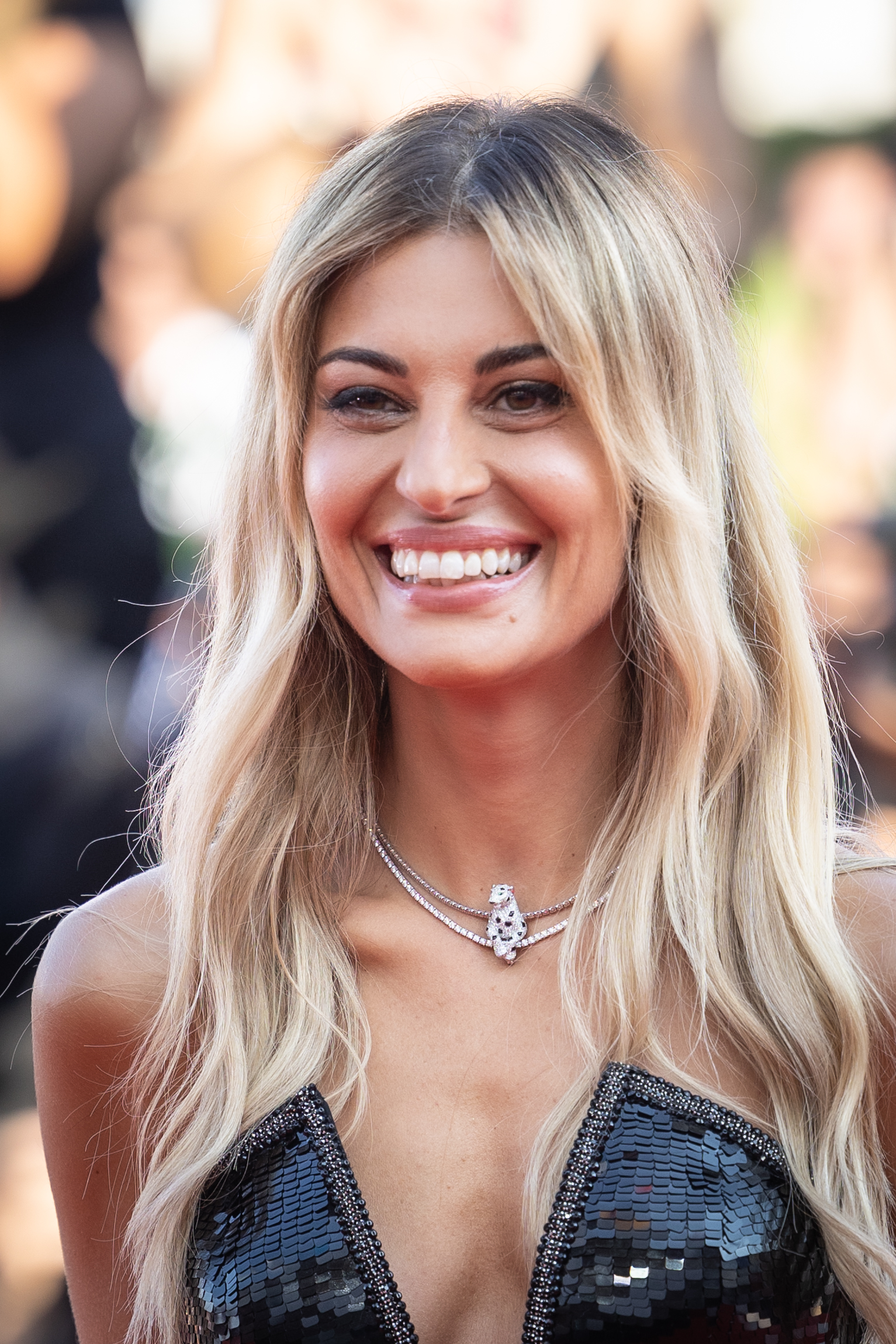
Sveva Alviti, Moderatorin der Auftakt- und Abschlusszeremonie

Als Moderatorin der Eröffnungszeremonie und abschließenden Preisgala wurde die italienische Schauspielerin Sveva Alviti ausgewählt.

## Hintergrund
Beiträge für die offiziellen Sektionen des Festival konnten ab Februar 2024 eingereicht werden. Qualifizieren konnten sich Produktionen, die nach Beendigung der letzten Auflage noch nicht kommerziell vertrieben oder im Internet gezeigt wurden. Bei den Filmen musste es sich um Uraufführungen handeln und sie durften zuvor auch nicht im Herkunftsland gezeigt worden sein. Spielfilme konnten bis zum 13. Juni, Kurzfilme bis 31. Mai und VR-Produktionen bis 15. Mai 2024 eingereicht werden.
Neben dem internationalen Wettbewerb Venezia 81 in dem der beste Film unter maximal 21 eingeladenen Beiträgen mit dem Goldenen Löwen geehrt wird, existieren mit Außerhalb des Wettbewerbs („Out of Competition“), Orizzonti, Orizzonti Extra, Venice Classics (restaurierte Filmklassiker sowie Dokumentarfilme) und Venice Immersive (VR-Produktionen) fünf weitere offizielle Sparten.

## Offizielle Sektionen (Auswahl)

### Wettbewerb

#### Jury

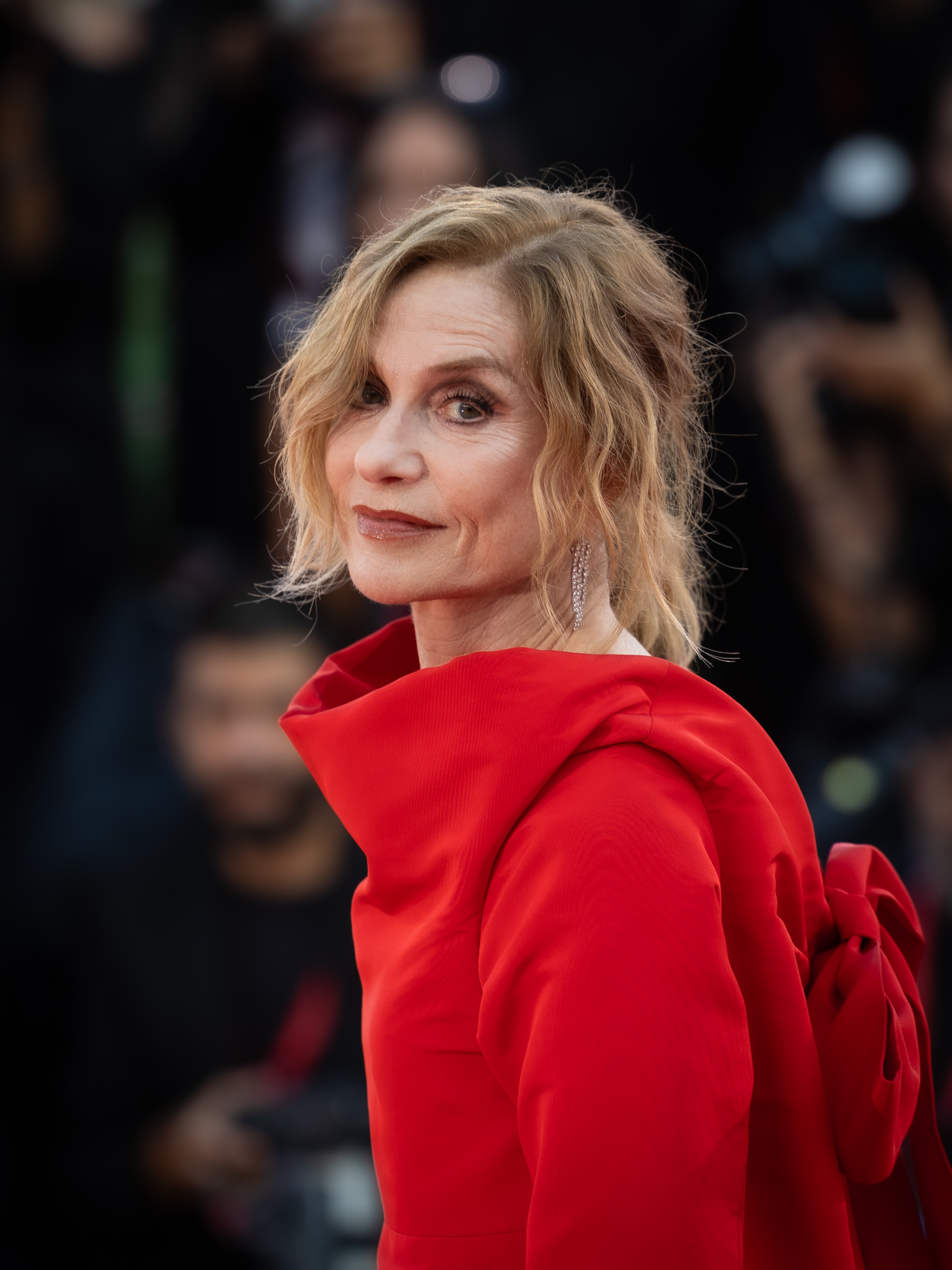
Isabelle Huppert, Juryvorsitzende des Hauptwettbewerbs bei der Eröffnungsgala

Als Jurypräsidentin des Internationalen Wettbewerbs, in dem unter anderem der Goldene Löwe für den besten Film des Festivals vergeben wird, wurde die französische Schauspielerin Isabelle Huppert ausgewählt. Sie hatte dieselbe Aufgabe bereits beim Filmfestival von Cannes 2009 innegehabt. In der Vergangenheit war Huppert in Venedig für ihre Hauptrollen in den Spielfilmen Eine Frauensache (1988) und Biester (1995) zweimal mit dem Darstellerpreis geehrt worden. Ebenfalls war sie dort 2005 mit einem Sonderpreis für Gabrielle – Liebe meines Lebens ausgezeichnet worden.
Huppert standen acht Jurymitglieder zur Seite. Es handelte sich ausschließlich um Filmschaffende:
- James Gray, US-amerikanischer Regisseur und Drehbuchautor (Teilnehmer am Wettbewerb 1994 und 2019)
- Andrew Haigh, britischer Regisseur und Drehbuchautor (Teilnehmer am Wettbewerb 2017)
- Agnieszka Holland, polnische Regisseurin, Drehbuchautorin und Filmproduzentin (Teilnehmerin am Wettbewerb 1992, 2002 und 2023)
- Kleber Mendonça Filho, brasilianischer Regisseur, Drehbuchautor und Filmprogrammer
- Abderrahmane Sissako, mauretanischer Regisseur, Drehbuchautor und Filmproduzent
- Giuseppe Tornatore, italienischer Regisseur und Drehbuchautor (Teilnehmer am Wettbewerb 1995 und 2009)
- Julia von Heinz, deutsche Regisseurin und Drehbuchautorin (Teilnehmerin am Wettbewerb 2020)
- Zhang Ziyi, chinesische Schauspielerin

Huppert und Gray waren im Jahr 2009 beide Mitglieder der Cannes-Jury. Der US-amerikanische Filmemacher habe sich bei der damaligen Festivalauflage über ihren Führungsstil als Jurypräsidentin aufgeregt. Gray war trotz angeblicher Meinungsverschiedenheiten mit Huppert bis zum Schluss in der Cannes-Jury verblieben, die Michael Hanekes Das weiße Band – Eine deutsche Kindergeschichte den Hauptpreis zukommen ließ.

#### Konkurrenten um den Goldenen Löwen
Das offizielle Programm für die 81. Auflage des Festivals wurde am 23. Juli 2024 präsentiert. Insgesamt gelangten 21 Filmproduktionen in den Hauptwettbewerb um den Goldenen Löwen, darunter mit Todd Phillips (2019) ein früherer Wettbewerbssieger. Sechs Werke von Filmemacherinnen wurden ausgewählt, eines mehr als im Vorjahr. Gianni Amelio wurde zum achten Mal im Hauptwettbewerb berücksichtigt, während elf Regiearbeiten von Filmschaffenden stammten, die zum ersten Mal um den Hauptpreis konkurrierten (die Geschwister Boukherma und Coulin, Delpero, Grassadonia und Piazza, Haugerud, Kulumbegashvili, Kurzel, Ortega, Reijn, Yeo und Steigerwalt). Mit Wang Bing wurde auch ein Dokumentarfilmregisseur eingeladen.
| Film                                               | Regie                              | Land (gemäß Festivalangaben)                                       | Darsteller (Auswahl) / Anmerkung                                                                                        |
| -------------------------------------------------- | ---------------------------------- | ------------------------------------------------------------------ | --- |
| April (აპრილი)                                     | Déa Kulumbegashvili                | Georgien, Frankreich, Italien                                      | Ia Suchitaschwili, Kacha Kinzuraschwili, Merab Ninidze                                                                  |
| Babygirl                                           | Halina Reijn                       | USA                                                                | Nicole Kidman, Harris Dickinson, Antonio Banderas, Sophie Wilde, Esther McGregor                                        |
| The Brutalist                                      | Brady Corbet                       | Vereinigtes Königreich                                             | Adrien Brody, Guy Pearce, Felicity Jones, Joe Alwyn, Raffey Cassidy, Stacy Martin, Isaach De Bankolé, Alessandro Nivola |
| Campo di battaglia                                 | Gianni Amelio                      | Italien                                                            | Alessandro Borghi, Gabriel Montesi, Federica Rosellini                                                                  |
| Diva Futura                                        | Giulia Louise Steigerwalt          | Italien                                                            | Pietro Castellitto, Tesa Litvan, Barbara Ronchi, Denise Capezza, Davide Iachini, Marco Iermanò                          |
| Für immer hier (Ainda estou aqui) (I’m Still Here) | Walter Salles                      | Brasilien, Frankreich                                              | Fernanda Torres, Selton Mello, Fernanda Montenegro                                                                      |
| Harvest                                            | Athina Rachel Tsangari             | Vereinigtes Königreich, Deutschland, Griechenland, Frankreich, USA | Caleb Landry Jones, Harry Melling, Rosy McEwen, Arinzé Kene, Thalissa Teixeira, Frank Dillane                           |
| Iddu (Sicilian Letters)                            | Fabio Grassadonia, Antonio Piazza  | Italien, Frankreich                                                | Toni Servillo, Elio Germano, Daniela Marra, Barbora Bobuľová                                                            |
| Joker: Folie à Deux                                | Todd Phillips                      | USA                                                                | Joaquin Phoenix, Lady Gaga, Brendan Gleeson, Catherine Keener, Zazie Beetz                                              |
| Jouer avec le feu                                  | Delphine Coulin, Muriel Coulin     | Frankreich                                                         | Vincent Lindon, Benjamin Voisin, Stefan Crepon                                                                          |
| Kill the Jockey (El Jockey)                        | Luis Ortega                        | Argentinien, Mexiko, Spanien, Dänemark, USA                        | Nahuel Pérez Biscayart, Úrsula Corberó, Daniel Giménez Cacho                                                            |
| Kjærlighet (Love)                                  | Dag Johan Haugerud                 | Norwegen                                                           | Andrea Bræin Hovig, Tayo Cittadella Jacobsen                                                                            |
| Leurs enfants après eux                            | Ludovic Boukherma, Zoran Boukherma | Frankreich                                                         | Paul Kircher, Angélina Woreth, Sayyid El Alami, Gilles Lellouche, Ludivine Sagnier, Louis Memmi                         |
| Maria                                              | Pablo Larraín                      | Italien, Deutschland, USA                                          | Angelina Jolie, Pierfrancesco Favino, Alba Rohrwacher, Haluk Bilginer, Kodi Smit-McPhee                                 |
| The Order                                          | Justin Kurzel                      | Kanada                                                             | Jude Law, Nicholas Hoult, Jurnee Smollett, Tye Sheridan, Marc Maron                                                     |
| Queer                                              | Luca Guadagnino                    | Italien, USA                                                       | Daniel Craig, Drew Starkey, Jason Schwartzman, Lesley Manville, Michael Borremans, Andra Ursuta                         |
| Qing chun gui (青春：归) (Youth – Homecoming)      | Wang Bing                          | Frankreich, Luxemburg, Niederlande                                 | Dokumentarfilm |
| The Room Next Door                                 | Pedro Almodóvar                    | Spanien                                                            | Tilda Swinton, Julianne Moore, John Turturro, Alessandro Nivola, Juan Diego Botto                                       |
| Stranger Eyes (默視錄 Mò shì lù)                   | Yeo Siew Hua                       | Singapur, Taiwan, Frankreich, USA                                  | Wu Chien-ho, Lee Kang-sheng, Anicca Panna, Xenia Tan, Vera Cheng, Pete Teo                                              |
| Trois amies                                        | Emmanuel Mouret                    | Frankreich                                                         | Camille Cottin, Sara Forestier, India Hair, Grégoire Ludig, Damien Bonnard, Vincent Macaigne                            |
| Vermiglio                                          | Maura Delpero                      | Italien, Frankreich, Belgien                                       | Tommaso Ragno, Giuseppe De Domenico, Roberta Rovelli, Martina Scrinzi, Orietta Notari, Carlotta Gamba                   |

### Außer Konkurrenz
Außerhalb der offiziellen Wettbewerbe wurden eine Reihe weiterer Spiel-, Kurz- und Dokumentarfilme sowie Serienprojekte gezeigt. Dazu zählten mit Beetlejuice Beetlejuice von Tim Burton und L’orto Americano von Pupi Avati der offizielle Eröffnungs- beziehungsweise Abschlussfilm des Festivals. Nachgereicht wurden die ersten zwei Teile von Kevin Costners Westernfilmreihe Horizon: An American Saga.
| Film                                                                                         | Regie                                                                | Land (gemäß Festivalangaben)                                                          | Darsteller (Auswahl) / Anmerkung |
| Fiktionale Werke                                                                             | Fiktionale Werke                                                     | Fiktionale Werke                                                                      | Fiktionale Werke |
| -------------------------------------------------------------------------------------------- | -------------------------------------------------------------------- | ------------------------------------------------------------------------------------- | --- |
| Allégorie citadine (Kurzfilm)                                                                | Alice Rohrwacher, JR                                                 | Frankreich                                                                            | Lyna Khoudri, Naïm El Kaldaoui, Leos Carax |
| Baby Invasion                                                                                | Harmony Korine                                                       | USA                                                                                   | |
| Beetlejuice Beetlejuice (Eröffnungsfilm)                                                     | Tim Burton                                                           | USA, Vereinigtes Königreich                                                           | Michael Keaton, Winona Ryder, Catherine O’Hara, Justin Theroux, Monica Bellucci, Arthur Conti, Jenna Ortega, Willem Dafoe                                                                                           |
| Broken Rage                                                                                  | Takeshi Kitano                                                       | Japan                                                                                 | Beat Takeshi, Tadanobu Asano, Nao Ōmori |
| Cloud (クラウド)                                                                             | Kiyoshi Kurosawa                                                     | Japan                                                                                 | Masaki Suda, Kotone Furukawa, Masataka Kubota |
| Finalement                                                                                   | Claude Lelouch                                                       | Frankreich                                                                            | Kad Merad, Elsa Zylberstein, Michel Boujenah, Sandrine Bonnaire, Barbara Pravi, Françoise Gillard |
| Horizon: An American Saga – Chapter One                                                      | Kevin Costner                                                        | USA                                                                                   | Kevin Costner, Sienna Miller, Sam Worthington, Jena Malone |
| Horizon: An American Saga – Chapter Two                                                      | Kevin Costner                                                        | USA                                                                                   | Kevin Costner, Sienna Miller, Sam Worthington, Jena Malone, Danny Huston |
| Maldoror                                                                                     | Fabrice Du Welz                                                      | Belgien, Frankreich                                                                   | Anthony Bajon, Alba Gaïa Bellugi, Alexis Manenti, Sergi López, Laurent Lucas, David Murgia, Béatrice Dalle, Lubna Azabal, Jackie Berroyer, Mélanie Doutey, Félix Maritaud                                           |
| L’orto Americano (Abschlussfilm)                                                             | Pupi Avati                                                           | Italien                                                                               | Filippo Scotti, Rita Tushingham, Chiara Caselli, Roberto De Francesco, Armando De Ceccon, Morena Gentile, Mildred Gustafsson                                                                                        |
| Phantosmia                                                                                   | Lav Diaz                                                             | Philippinen                                                                           | Ronnie Lazaro, Janine Gutierrez, Paul Jake Paule, Hazel Orencio |
| Se posso permettermi – Capitolo II (Kurzfilm)                                                | Marco Bellocchio                                                     | Italien                                                                               | Fausto Russo Alesi, Barbara Ronchi, Rocco Papaleo, Giorgia Fasce, Filippo Timi, Pier Giorgio Bellocchio, Fabrizio Gifuni, Edoardo Leo                                                                               |
| Il tempo che ci vuole                                                                        | Francesca Comencini                                                  | Italien, Frankreich                                                                   | Fabrizio Gifuni, Romana Maggiora Vergano, Anna Mangiocavallo |
| Wolfs                                                                                        | Jon Watts                                                            | USA                                                                                   | Brad Pitt, George Clooney, Amy Ryan, Austin Abrams, Poorna Jagannathan, Zlatko Burić, Richard Kind |
| Nicht-fiktionale Werke                                                                       |                                                                      |                                                                                       | |
| 2073                                                                                         | Asif Kapadia                                                         | Vereinigtes Königreich                                                                | Samantha Morton, Naomi Ackie, Hector Hewer |
| Apocalipse nos trópicos (Apocalypse in the Tropics)                                          | Petra Costa                                                          | Brasilien, USA, Dänemark                                                              | Beitrag über Brasiliens Abstieg in den religiösen Fundamentalismus während der Covid-19-Pandemie und die Präsidentschaft von Jair Bolsonaro.                                                                        |
| Bestiari, erbari, lapidari                                                                   | Massimo d’Anolfi, Martina Parenti                                    | Italien, Schweiz                                                                      | Dreiteiliger Film über Tiere, Pflanzen und Steine. |
| Israel Palestina på Svensk TV 1958-1989 (Israel Palestina on Swedish TV 1958-1989)           | Göran Hugo Olsson                                                    | Schweden, Finnland, Dänemark                                                          | Blick auf die Israel-Palästina-Berichterstattung während der Monopolzeit des öffentlich-rechtlichen Senders SVT. |
| One to One: John & Yoko                                                                      | Kevin Macdonald, Sam Rice-Edwards                                    | Vereinigtes Königreich                                                                | Beitrag über John Lennon und Yoko Ono während ihrer Zeit in New York der 1970er-Jahre sowie Lennons One-to-One-Konzerte.                                                                                            |
| Riefenstahl                                                                                  | Andres Veiel                                                         | Deutschland                                                                           | Film über Leni Riefenstahl |
| Russians at War                                                                              | Anastasia Trofimova                                                  | Frankreich, Kanada                                                                    | Beitrag über ein russisches Bataillon in der Ukraine (siehe Russischer Überfall auf die Ukraine seit 2022) |
| Separated                                                                                    | Errol Morris                                                         | USA, Mexiko                                                                           | Film über die Trennung von Familien an der mexikanisch-amerikanischen Grenze durch die Trump-Regierung |
| Pisni zemli, shcho povilno horyt’ (Songs of Slow Burning Earth)                              | Olha Zhurba                                                          | Ukraine, Dänemark, Schweden, Frankreich                                               | Beitrag über den russischen Überfall auf die Ukraine |
| Twist – Things We Said Today                                                                 | Andrei Ujică                                                         | Frankreich, Rumänien                                                                  | Film über den August 1965 und das New Yorker Beatles-Konzert im Shea Stadium |
| Why War                                                                                      | Amos Gitai                                                           | Frankreich, Schweiz                                                                   | Irène Jacob, Mathieu Amalric, Micha Lescot, Jérôme Kircher, Yaël Abecassis (thematisiert wird der pazifistische Briefwechsel zwischen Einstein und Freud)                                                           |
| Serien                                                                                       |                                                                      |                                                                                       | |
| Disclaimer (Miniserie, 7 Folgen)                                                             | Alfonso Cuarón                                                       | Vereinigtes Königreich, USA                                                           | Cate Blanchett, Kevin Kline, Sacha Baron Cohen, Lesley Manville, Louis Partridge, Leila George, Indira Varma, Kodi Smit-McPhee                                                                                      |
| Los años nuevos (Miniserie, 10 Folgen)                                                       | Rodrigo Sorogoyen del Amo, Sandra Romero, David Martín de los Santos | Spanien                                                                               | Iria del Río, Francesco Carril |
| Familier som vores (Miniserie, 7 Folgen) (Families Like Ours)                                | Thomas Vinterberg                                                    | Dänemark, Frankreich, Schweden, Tschechische Republik, Belgien, Norwegen, Deutschland | Amaryllis August, Albert Rudbeck Lindhardt, Nikolaj Lie Kaas, Paprika Steen, Helene Reingaard Neumann, Magnus Millang, Esben Smed, David Dencik, Thomas Bo Larsen, Asta Kamma August                                |
| M. Il figlio del secolo (Miniserie, 8 Folgen) (Families Like Ours)                           | Joe Wright                                                           | Italien, Frankreich                                                                   | Luca Marinelli, Francesco Russo, Barbara Chichiarelli, Benedetta Cimatti, Lorenzo Zurzolo, Gaetano Bruno, Paolo Pierobon, Vincenzo Nemolato                                                                         |
| Sonderaufführungen                                                                           |                                                                      |                                                                                       | |
| Beauty Is Not a Sin (Kurzfilm)                                                               | Nicolas Winding Refn                                                 | Italien, Dänemark                                                                     | Laura Grassi, Stefano Gaeta |
| Leopardi. Il poeta dell’infinito (2 Teile)                                                   | Sergio Rubini                                                        | Italien                                                                               | Leonardo Maltese, Cristiano Caccamo, Giusy Buscemi, Valentina Cervi, Fausto Russo Alesi, Bruno Orlando, Serena Iansiti, Maria Vittoria Dallasta, Andrea Pennacchi, Roberta Lista, Alessandro Preziosi, Alessio Boni |
| Master & Commander – Bis ans Ende der Welt (Master and Commander: The Far Side of the World) | Peter Weir                                                           | USA                                                                                   | Spielfilm aus dem Jahr 2003; Wiederaufführung zu Ehren Peter Weirs |

### Orizzonti

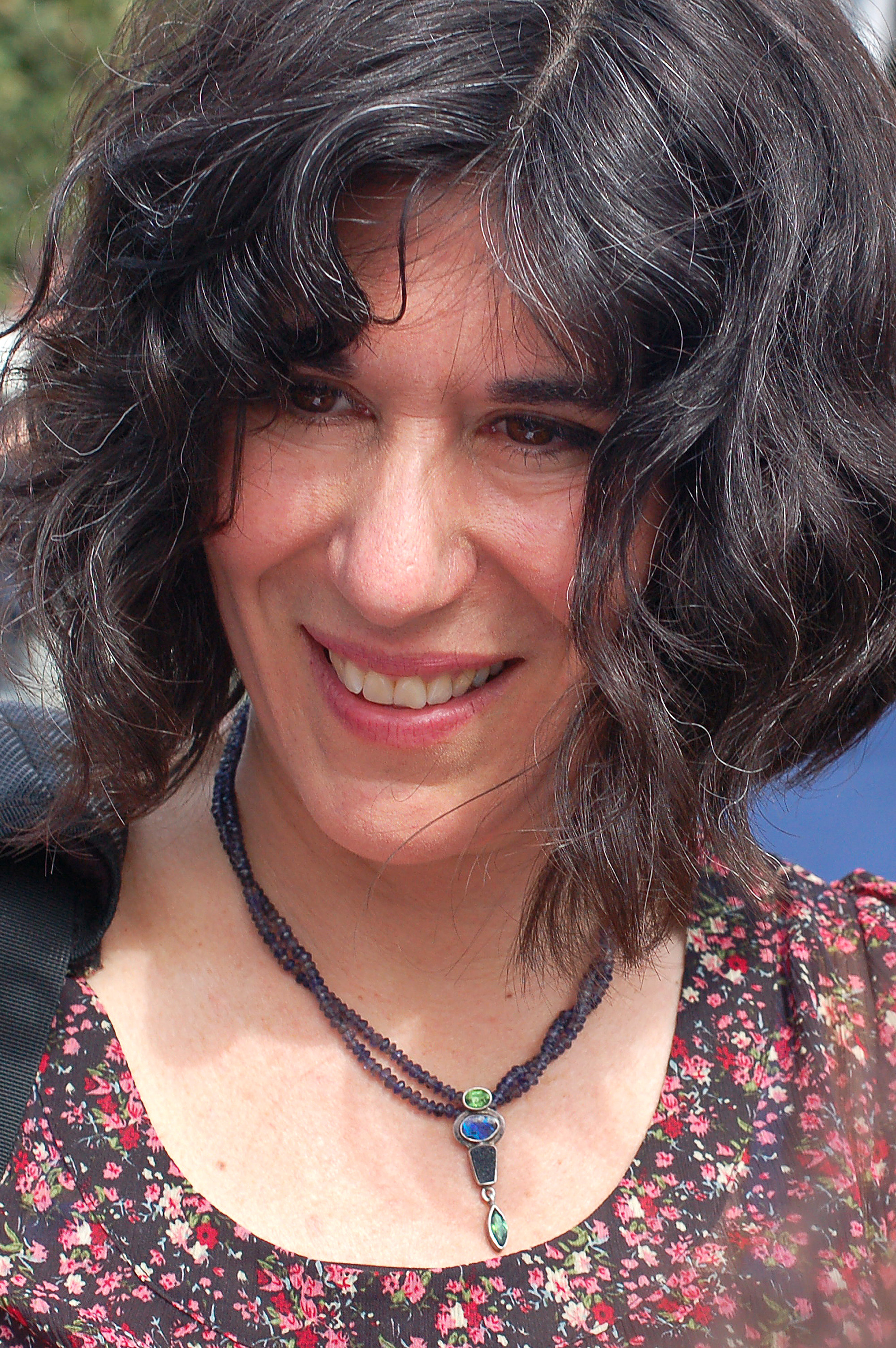
Juryvorsitzende Debra Granik (2010)

Die Sektion Orizzonti (dt.: „Horizonte“) widmet sich neuen Trends im internationalen Film und stellt vor allem unkonventionelle Filme vor, darunter Spiel-, Dokumentar- und Experimentalfilme. Es wurden sowohl Kurz- als auch Langfilme akzeptiert.
Als Eröffnungsfilme der Langfilmwettbewerbe wurden Nonostante von Valerio Mastandrea (Sektion: Orizzonti) und September 5 von Tim Fehlbaum (Orizzonti Extra) ausgewählt.
Als Vorsitzende der internationalen Jury wurde die US-amerikanische Filmemacherin Debra Granik bestimmt, die folgender Jury vorstand:
- Ali Asgari, iranischer Filmemacher
- Soudade Kaadan, syrische Filmemacherin
- Christos Nikou, griechischer Regisseur, Drehbuchautor und Produzent
- Tuva Novotny, schwedische Schauspielerin und Regisseurin
- Gábor Reisz, ungarische Filmemacher
- Valia Santella, italienische Autorin und Regisseurin

| Film                                                                | Regie                      | Land (gemäß Festivalangaben)                                       | Darsteller (Auswahl) / Anmerkung |
| ------------------------------------------------------------------- | -------------------------- | ------------------------------------------------------------------ | --- |
| Aïcha                                                               | Mehdi Barsaoui             | Tunesien, Frankreich, Italien, Saudi-Arabien, Qatar                | Fatma Sfar, Nidhal Saadi, Yasmine Dimassi, Hela Ayed |
| Al klavim veanashim (Of Dogs and Men)                               | Dani Rosenberg             | Israel                                                             | Ori Avinoam, Natan Bahat, Nora Lifshitz, Yamit Avital |
| Anul nou care n-a fost (The New Year That Never Came)               | Bogdan Mureşanu            | Rumänien, Serbien                                                  | Adrian Vancica, Iulian Postelnicu, Emilia Dobrin, Nicoleta Hancu, Andrei Miercure, Mihai Calin                                                                               |
| L’attachement                                                       | Carine Tardieu             | Frankreich, Belgien                                                | Pio Marmaï, Valeria Bruni Tedeschi, Vimala Pons, Raphaël Quenard, César Botti                                                                                                |
| Carissa                                                             | Jason Jacobs, Delmar Devon | Südafrika                                                          | Gretchen Ramsden, Wilhelmiena Hesselman, Hendrik Kriel, Elton Landrew |
| Diciannove                                                          | Giovanni Tortorici         | Italien, Vereinigtes Königreich                                    | Manfredi Marini, Vittoria Planeta, Dana Giuliano, Zackari Delmas, Luca Lazzareschi, Sergio Benvenuto                                                                         |
| Familia                                                             | Francesco Costabile        | Italien                                                            | Francesco Gheghi, Barbara Ronchi, Francesco Di Leva, Marco Cicalese, Francesco De Lucia, Stefano Valentini                                                                   |
| Familiar Touch                                                      | Sarah Friedland            | USA                                                                | Kathleen Chalfant, Carolyn Michelle, Andy McQueen, H. Jon Benjamin |
| Happyend                                                            | Neo Sora                   | Japan, USA                                                         | Hayato Kurihara, Yukito Hidaka, Yuta Hayashi, Shina Peng, Arazi, Kilala Inori, PUSHIM, Ayumu Nakajima, Makiko Watanabe                                                       |
| Hemme’nin öldüğü günlerden biri (One of Those Days When Hemme Dies) | Murat Fıratoğlu            | Türkei                                                             | Salih Taşçı, Murat Fıratoğlu, Sefer Fıratoğlu, Güneş Sayın, Ali Barkın Birkan, Fırat Bozan, Çetin Fıratoğlu                                                                  |
| Marco                                                               | Jon Garaño, Aitor Arregi   | Spanien                                                            | Eduard Fernández, Nathalie Poza |
| Mistress Dispeller                                                  | Elizabeth Lo               | VR China, USA                                                      | Dokumentarfilm |
| Mon Inséparable                                                     | Anne-Sophie Bailly         | Frankreich                                                         | Laure Calamy, Charles Peccia Galletto, Julie Froger |
| Nonostante (Eröffnungsfilm)                                         | Valerio Mastandrea         | Italien                                                            | Valerio Mastandrea, Dolores Fonzi, Lino Musella, Giorgio Montanini, Justin Alexandre Korovkin, Barbara Ronchi, Luca Lionello, Laura Morante                                  |
| Pavements                                                           | Alex Ross Perry            | USA                                                                | Joe Keery, Jason Schwartzman, Nat Wolff, Fred Hechinger, Logan Miller, Griffin Newman, Tim Heidecker, Michael Esper, Zoe Lister-Jones, Kathryn Gallagher                     |
| Pooja, Sir                                                          | Deepak Rauniyar            | Nepal, USA, Norwegen                                               | Asha Magrati, Nikita Chandak, Dayahang Rai, Reecha Sharma, Bijay Baral, Gaumaya Gurung, Aarti Mandal, Ghanashyam Mishra, Prameshwar Kumar Jha, Pashupati Rai, Niraj Shrestha |
| Quiet Life                                                          | Alexandros Avranas         | Frankreich, Deutschland, Schweden, Griechenland, Estland, Finnland | Tschulpan Chamatowa, Grigori Dobrygin, Naomi Lamp, Miroslava Pashutina, Eleni Roussinou                                                                                      |
| Wishing on a Star                                                   | Péter Kerekes              | Italien, Kroatien, Österreich, Slowakei, Tschechische Republik     | Dokumentarfilm |
| Yin’ād alīku (Happy Holidays)                                       | Scandar Copti              | Palästina, Frankreich, Deutschland, Italien, Qatar                 | Manar Shehab, Wafaa Aoun, Toufic Danial, Meirav Memoresky |

| Film                                                                      | Regie                                | Land (gemäß Festivalangaben) | Darsteller (Auswahl) / Anmerkung                                                                                       |
| ------------------------------------------------------------------------- | ------------------------------------ | ---------------------------- | --- |
| After Party                                                               | Vojtĕch Strakatý                     | Tschechische Republik        | Eliška Bašusová, Anna Tomanová, Jan Zadražil                                                                           |
| Al bahs an manfaz i khoroug al sayed Rambo (Seeking Heaven For Mr. Rambo) | Khaled Mansour                       | Ägypten, Saudi-Arabien       | Essam Omar, Rakeen Saad, Ahmed Bahaa, Sama Ibrahim                                                                     |
| Gecenin Kıyısı (Edge of Night)                                            | Türker Süer                          | Deutschland, Türkei          | Ahmet Rıfat Şungar, Berk Hakman                                                                                        |
| King Ivory                                                                | John Swab                            | USA                          | Ben Foster, James Badge Dale, Michael Mando, Melissa Leo, Graham Greene, Rory Cochrane, Ritchie Coster, George Carroll |
| Le mohican                                                                | Frédéric Farrucci                    | Frankreich                   | Alexis Manenti, Mara Taquin                                                                                            |
| September 5 (Eröffnungsfilm)                                              | Tim Fehlbaum                         | Deutschland                  | Peter Sarsgaard, John Magaro, Ben Chaplin, Leonie Benesch                                                              |
| Shahed (The Witness)                                                      | Nader Saeivar                        | Deutschland, Österreich      | Maryam Bobani, Nader Naderpour, Hana Kamkar, Abbas Imani, Ghazal Shojaei                                               |
| La storia del Frank e della Nina                                          | Paola Randi                          | Italien, Schweden            | Gabriele Monti, Ludovica Nasti, Samuele Teneggi, Bruno Bozzetto, Dave Giuseppe Seke, Anna Ferzetti                     |
| Vittoria                                                                  | Alessandro Cassigoli, Casey Kauffman | Italien                      | Marilena Amato, Gennaro Scarica, Vincenzo Scarica, Anna Amato, Nina Lorenza Ciano                                      |

| Titel                                                | Regie                                             | Land                                | Laufzeit (in min) |
| ---------------------------------------------------- | ------------------------------------------------- | ----------------------------------- | ----------------- |
| Il burattino e la balena                             | Roberto Catani                                    | Frankreich, Italien                 | 08’               |
| Duyao Mao (The Poison Cat)                           | Tian Guan                                         | VR China                            | 17’               |
| James                                                | Andres Rodríguez                                  | Guatemala, Mexiko                   | 20’               |
| Marion                                               | Joe Weiland, Finn Constantine                     | Frankreich, Vereinigtes Königreich  | 13’               |
| Minha Mãe É Uma Vaca (My Mother is a Cow)            | Moara Passoni                                     | Brasilien                           | 15’               |
| Moon Lake                                            | Jeannie Sui Wonders                               | USA                                 | 12’               |
| Neredeyse Kesinlikle Yanlış (Almost Certainly False) | Cansu Baydar                                      | Türkei                              | 20’               |
| Nime Baz, Nime Basteh (Ajar)                         | Atefeh Jalali                                     | Iran                                | 13’               |
| O                                                    | Rúnar Rúnarsson                                   | Island, Schweden                    | 20’               |
| René va alla guerra                                  | Mariachiara Pernisa, Luca Ferri, Morgan Menegazzo | Italien                             | 19’               |
| Shadows                                              | Rand Beiruty                                      | Frankreich, Jordanien               | 12’               |
| Three Keenings                                       | Oliver McGoldrick                                 | Vereinigtes Königreich, Irland, USA | 10’               |
| Who Loves the Sun                                    | Arshia Shakiba                                    | Kanada                              | 19’               |
| Außer Konkurrenz                                     |                                                   |                                     |                   |
| F II – Lo stupore del mondo                          | Alessandro Rak                                    | Italien                             | 06’               |

### Venice Classics
Diese Sektion zeigt eine Auswahl aktueller restaurierter Filmklassiker sowie Dokumentarfilme über das Kino oder einzelne Künstler. Der italienische Filmemacher Renato De Maria wurde als Jurypräsident berufen. Er vergibt mit 24 Filmstudenten an italienischen Universitäten Preise für den besten restaurierten Film und den besten Dokumentarfilm.
| Originaltitel                                                                | Deutscher bzw. internationaler Titel                                        | Regie                  | Produktionsland                         | Erscheinungsjahr |
| ---------------------------------------------------------------------------- | --------------------------------------------------------------------------- | ---------------------- | --------------------------------------- | ---------------- |
| Bend of the River                                                            | Meuterei am Schlangenfluß                                                   | Anthony Mann           | USA                                     | 1952             |
| The Big Heat                                                                 | Heißes Eisen                                                                | Fritz Lang             | USA                                     | 1953             |
| Blood and Sand                                                               | König der Toreros                                                           | Rouben Mamoulian       | USA                                     | 1941             |
| Ecce bombo                                                                   | Die Nichtstuer                                                              | Nanni Moretti          | Italien                                 | 1978             |
| Ghatashraddha                                                                | The Ritual                                                                  | Girish Kasaravalli     | Indien                                  | 1977             |
| Goldflocken / Flocons d’or                                                   | Goldflocken                                                                 | Werner Schroeter       | Deutschland, Frankreich                 | 1976             |
| His Girl Friday                                                              | Sein Mädchen für besondere Fälle                                            | Howard Hawks           | USA                                     | 1940             |
| A Hora e Vez de Augusto Matraga                                              | The Time and Turn of Augusto Matraga                                        | Roberto Santos         | Brasilien                               | 1965             |
| Jeux interdits                                                               | Verbotene Spiele                                                            | René Clément           | Frankreich                              | 1952             |
| The Mahabharata                                                              | Mahabharata                                                                 | Peter Brook            | Frankreich, Vereinigtes Königreich, USA | 1989             |
| Manji                                                                        | Manji – Die Liebenden                                                       | Masumura Yasuzō        | Japan                                   | 1964             |
| Model                                                                        | Modell                                                                      | Frederick Wiseman      | USA                                     | 1980             |
| La notte                                                                     | Die Nacht                                                                   | Michelangelo Antonioni | Italien, Frankreich                     | 1961             |
| L’oro di Napoli                                                              | Das Gold von Neapel                                                         | Vittorio De Sica       | Italien                                 | 1954             |
| La peau douce                                                                | Die süße Haut                                                               | François Truffaut      | Frankreich                              | 1964             |
| Pusher                                                                       | Pusher                                                                      | Nicolas Winding Refn   | Dänemark                                | 1996             |
| Tōkyō sensō sengo hiwa – Eiga de isho wo nokoshite shinda (東京戦争戦後秘話) | The Man Who Left His Will on Film                                           | Nagisa Ōshima          | Japan                                   | 1970             |
| Travolti da un insolito destino nell’azzurro mare d’agosto                   | Hingerissen von einem ungewöhnlichen Schicksal im azurblauen Meer im August | Lina Wertmüller        | Italien                                 | 1974             |

| Originaltitel                                       | Regie                         | Produktionsland      | Anmerkung |
| --------------------------------------------------- | ----------------------------- | -------------------- | --- |
| Carlo Mazzacurati – una certa idea di cinema        | Mario Canale, Enzo Monteleone | Italien              | Beitrag über Carlo Mazzacurati |
| Chain Reactions                                     | Alexandre O. Philippe         | USA                  | Patton Oswalt, Takashi Miike, Alexandra Heller-Nicholas, Stephen King und Karyn Kusama über den Einfluss von Blutgericht in Texas |
| Le cinéma de Jean-Pierre Léaud                      | Cyril Leuthy                  | Frankreich           | Porträt über Jean-Pierre Léaud |
| Constel·lació Portabella                            | Claudio Zulian                | Spanien              | Porträt über Pere Portabella |
| From Darkness to Light                              | Michael Lurie, Eric Friedler  | USA, Deutschland     | Film über The Day the Clown Cried                                                                                                 |
| “I will revenge this world with love” S. Paradjanov | Zara Jian                     | Armenien, Frankreich | Dokudrama über Sergei Paradschanow                                                                                                |
| Miyazaki, l’esprit de la nature                     | Leo Favier                    | Frankreich           | Porträt über Hayao Miyazaki |
| Volonté – L’uomo dai mille volti                    | Francesco Zippel              | Italien              | Porträt über Gian Maria Volonté                                                                                                   |
| Wa ada Maroun ila Beirut (Maroun Returns to Beirut) | Feyrouz Serhal                | Qatar, Libanon       | |

### Biennale College Cinema
Diese Sektion ist ein Filmproduktionsworkshop für in Entwicklung und Produktion befindliche Filme mit Mikrobudget. Sie richtet sich an Regie- und Produzenten-Teams aus aller Welt.
| Titel                           | Regie             | Produktionsland | Darsteller |
| ------------------------------- | ----------------- | --------------- | --- |
| The Fisherman                   | Zoey Martinson    | Ghana           | Ricky Adelayitar, Endurance Dedzo, William Lamptey, Kiki Romi, Dulo Harris                                           |
| Január 2                        | Zsófia Szilágyi   | Ungarn          | Csenge Jóvári, Zsuzsanna Konrád                                                                                      |
| Medovyi misiats (Honeymoon)     | Zhanna Ozirna     | Ukraine         | Ira Nirsha, Roman Lutskyi                                                                                            |
| Il mio compleanno (My Birthday) | Christian Filippi | Italien         | Zackari Delmas, Silvia D’Amico, Giulia Galassi, Simone Liberati, Federico Pacifici, Nicolò Medori, Carlo De Ruggieri |

## Unabhängige Filmreihen

### Settimana Internazionale della Critica
Parallel zum Festival präsentiert die Settimana Internazionale della Critica (SIC; dt.: „Internationale Kritikerwoche“) sieben Werke von Debütregisseuren, die ebenfalls mit Preisen ausgezeichnet werden. Außer Konkurrenz werden zwei Sondervorführungen organisiert. Die Nebensektion wird von der italienischen Filmkritikervereinigung Sindacato Nazionale Critici Cinematografici Italiani (SNCCI) organisiert.
Das vollständige Programm wurde Ende Juli präsentiert.
| Film                                      | Regie             | Land (gemäß Festivalangaben)               | Darsteller (Auswahl) / Anmerkung |
| Wettbewerb                                | Wettbewerb        | Wettbewerb                                 | Wettbewerb |
| ----------------------------------------- | ----------------- | ------------------------------------------ | --- |
| Anywhere Anytime                          | Milad Tangshir    | Italien                                    | Ibrahima Sambou, Moussa Dicko Diango, Success Edemakhiota                                                                               |
| Homegrown                                 | Michael Premo     | USA                                        | Dokumentarfilm |
| Moattar binanaa (Perfumed with Mint)      | Muhammed Hamdy    | Ägypten, Frankreich, Tunesien              | Alaa El Din Hamada, Mahdy Abo Bahat, Abdo Zin El Din, Hatem Emam Moustafa                                                               |
| Mưa trên cánh bướm (Don’t Cry, Butterfly) | Dương Diệu Linh   | Vietnam, Singapur, Philippinen, Indonesien | Lê Tú Oanh, Nguyễn Nam Linh, Lê Vũ Long, Bùi Thạc Phòng                                                                                 |
| No Sleep Till                             | Alexandra Simpson | USA, Schweiz                               | Jordan Coley, Xavier Brown Sanders, Brynne Hofbauer, Taylor Benton                                                                      |
| Paul & Paulette Take A Bath               | Jethro Massey     | Vereinigtes Königreich                     | Marie Benati, Jérémie Galiana, Laurence Vaissière, Fanny Cottençon, Gilles Graveleau, Margot Joseph                                     |
| Pfau (Peacock)                            | Bernhard Wenger   | Österreich, Deutschland                    | Albrecht Schuch, Julia Franz Richter, Anton Noori, Maria Hofstätter, Theresa Frostad Eggesbø, Branko Samarovski, Salka Weber, Tilo Nest |
| Sonderaufführungen                        |                   |                                            | |
| Planète B (Planet B) (Eröffnungsfilm)     | Aude Léa Rapin    | Frankreich, Belgien                        | Adèle Exarchopoulos, Souheila Yacoub, Eliane Umuhire, India Hair                                                                        |
| Little Jaffna (Abschlussfilm)             | Lawrence Valin    | Frankreich                                 | Lawrence Valin, Puviraj Raveendran, Vela Ramamoorthy, Radikaa Sarathkumar, Marilou Aussilloux                                           |

| Titel                                   | Regie             | Land                | Laufzeit (in min) |
| --------------------------------------- | ----------------- | ------------------- | ----------------- |
| At Least I Will Be 8 294 400 Pixel      | Marco Talarico    | Frankreich, Italien | 15’               |
| Billi il cowboy (Cowboy Billi)          | Fede Gianni       | Italien             | 14’               |
| Nero argento (Black Silver)             | Francesco Manzato | Italien             | 20’               |
| Phantom                                 | Gabriele Manzoni  | Italien             | 17’               |
| Playing God                             | Matteo Burani     | Italien, Frankreich | 09’               |
| Sans Dieu                               | Alessandro Rocca  | Italien             | 10’               |
| Things That My Best Friend Lost         | Marta Innocenti   | Italien             | 20’               |
| Außer Konkurrenz                        |                   |                     |                   |
| Dark Globe (Eröffnungsfilm)             | Donat Sansone     | Italien, Frankreich | 03’               |
| The Eggregores’ Theory (Eröffnungsfilm) | Andre Gatopoulos  | Italien             | 15’               |
| Domenica sera (Dark Globe)              | Matteo Tortone    | Italien             | 16’               |

### Giornate degli Autori
Seit 2004 organisiert die Non-Profit-Organisation Associazione culturale Giornate degli Autori in Zusammenarbeit mit den italienischen Berufsverbänden für Filmregisseure (ANAC) und Autoren (100autori) die Nebensektion Giornate degli Autori. Sie wurde von der Reihe Quinzaine des réalisateurs des Filmfestivals von Cannes inspiriert und präsentiert zehn Filmbeiträge. Die Giornate degli Autori legt Wert auf qualitativ hochwertiges Kino mit besonderem Augenmerk auf Innovation, Forschung, Originalität und Unabhängigkeit. Begleitet wird das Programm von zahlreichen Sonderveranstaltungen.
Als Vorsitzende der internationalen Jury wurde die britische Filmemacherin Joanna Hogg ausgewählt. Sie stand folgender Jury vor:
- David Bakum, deutscher Filmkurator und Organisator des Xposed Queer Film Festivals Berlin (Jurymitglied 2022)
- Victor Courgeon, französischer Werbefachmann und Mitarbeiter bei Cinéma Le Méliès in Montreuil (Jurymitglied 2019)
- Maarja Hinoalla, estnische Journalistin und Filmkritikerin (Jurymitglied 2015)
- Dimosthenis Kontes, griechischer Vertriebsleiter bei Pluto Film (Jurymitglied 2018)
- Amalia Mititelu, rumänische Filmassistentin sowie Szenenbildnerin (Jurymitglied 2020)
- Saulė Savanevičiūtė, litauische Programmerin beim European Film Forum Scanorama und Journalistin (Jurymitglied 2022)
- Esmée van Loon, niederländische Programmerin und Kuratorin (Jurymitglied 2017)
- Gregor Valentovic, slowakischer Filmemacher (Jurymitglied 2015)
- Isabella Weber, italienische Entwicklungsleiterin bei Kino Produzioni und freiberufliche Story-Redakteurin (Jurymitglied 2010)
- Chris Zahariev, bulgarischer Drehbuchautor und Regisseur (Jurymitglied 2020)

Die Filmauswahl wurde Ende Juli präsentiert. Sie oblag Gaia Furrer, die von Renata Santoro (Head of Programming) und einem Auswahlkomitee unterstützt wurde. Als Generaldelegierter war Giorgio Gosetti mitinvolviert. Aufgrund eines Urheberrechtsstreits wurde der georgische Spielfilm Antikvariati (The Antique) von Rusudan Glurijdze am Tag der Festivaleröffnung aus dem Wettbewerbsprogramm genommen.
| Titel                                                             | Regie                 | Land                        | Darsteller / Anmerkung |
| Wettbewerb                                                        | Wettbewerb            | Wettbewerb                  | Wettbewerb |
| ----------------------------------------------------------------- | --------------------- | --------------------------- | --- |
| Alpha.                                                            | Jan-Willem van Ewijk  | Niederlande                 | Reinout Scholten van Aschat, Gijs Scholten van Aschat                                                                                         |
| Selon Joy (The Book of Joy)                                       | Camille Lugan         | Frankreich                  | Sonia Bonny, Volodymyr Zhdanov, Raphaël Thiéry, Asia Argento                                                                                  |
| Boomerang                                                         | Shahab Fotouhi        | Iran                        | Arash Naimian, Leili Rashidi |
| Manas                                                             | Marianna Brennand     | Brasilien                   | Rômulo Braga, Dira Paes, Felipe Scholl |
| Sanatorium Under the Sign of the Hourglass                        | Brothers Quay         | Kanada                      | Langzeit-Projekt der Quay-Brüder |
| Sugar Island                                                      | Johanné Gómez Terrero | Dominikanische Republik     | Ruth Emeterio, Juan Maria Almonte, Diogenes Medina, Génesis Piñeyro, Yelidá Díaz                                                              |
| Super Happy Forever                                               | Kohei Igarashi        | Japan                       | Hiroki Sano, Miyata Yoshinori, Nairu Yamamoto                                                                                                 |
| Taxi Monamour                                                     | Ciro De Caro          | Italien                     | Rosa Palasciano, Yeva Sai |
| To Kill a Mongolian Horse (一匹白马的热梦)                        | Jiang Xiaoxuan        | Mongolei                    | Saina |
| Sonderaufführungen                                                |                       |                             | |
| Basileia (Abschlussfilm)                                          | Isabella Torre        | Italien                     | Elliott Crosset Hove, Angela Fontana |
| Kora                                                              | Cláudia Varejão       | Portugal                    | Dokumentar-Kurzfilm über Flüchtlingsfrauen in Portugal                                                                                        |
| Coppia Aperta Quasi Spalancata (Eröffnungsfilm) (The Open Couple) | Federica Di Giacomo   | Italien                     | Chiara Francini, Mario Sesti, Federica Di Giacomo                                                                                             |
| Peaches Goes Bananas                                              | Marie Losier          | Frankreich, Belgien         | Porträt über die kanadische Sängerin Peaches                                                                                                  |
| Mogucnost Raja (Possibility of Paradise)                          | Mladen Kovačević      | Serbien                     | Ivana Sahami, Dino Magnatta, Ling Lai, Shinta Sukmawati, Mcintosh Cooey, Kieran Cooey, Anna Kadek, Branko Milovanović                         |
| Alma del desierto (Soul of the Desert)                            | Mónica Taboada Tapia  | Kolumbien, Brasilien        | Dokumentarfilm über eine Transfrau des Wayuu-Stammes                                                                                          |
| Soudan, souviens-toi (Sudan, Remember Us)                         | Hind Meddeb           | Frankreich, Tunesien, Qatar | Dokumentarfilm über jugendliche sudanesische Politaktivisten                                                                                  |
| Miu Miu Women’s Tales (Kurzfilme)                                 |                       |                             | |
| #27 I Am the Beauty of Your Beauty, I Am the fear of Your Fear    | Tan Chui Mui          | Malaysia, Italien           | Sdanny Lee, Jean Seizure, Jo Kukathas, Zhiny Ooi                                                                                              |
| #28 El Affaire Miu Miu                                            | Laura Citarella       | Argentinien                 | Verónica Llinás, Laura Paredes, Juliana Muras, Ezequiel Pierri, Rafael Spregelburd, Cecilia Rainero, Elisa Carricajo, Guillermina Villa Simon |

| Titel                                                                                     | Regie               | Land                | Anmerkung / Darsteller                                                                          |
| ----------------------------------------------------------------------------------------- | ------------------- | ------------------- | ----------------------------------------------------------------------------------------------- |
| A Man Fell                                                                                | Giovanni C. Lorusso | Italien, Libanon    | Dokumentarfilm über das Flüchtlingslager Sabra                                                  |
| Bosco Grande                                                                              | Giuseppe Schillaci  | Frankreich, Italien | Dokumentarfilm über einen Tätowierer in Palermo                                                 |
| Desert suite                                                                              | Fabrizio Ferraro    | Italien             | Gianmaria d’Alessandro, Rachele Roggi, Cécile Delamere                                          |
| L’occhio della gallina (The Eye of the Hen)                                               | Antonietta De Lillo | Italien             | Selbstporträt der Regisseurin mit u. a. Maria de Medeiros                                       |
| La scommessa – Una notte in Corsia (High Stakes – A Night in the Ward)                    | Giovanni Dota       | Italien             | Carlo Buccirosso, Lino Musella                                                                  |
| Tenga duro signorina! Isabella Ducrot Unlimited (Hold on Miss! Isabella Ducrot Unlimited) | Monica Stambrini    | Italien             | Dokumentarfilm über die italienische Künstlerin Isabella Ducrot                                 |
| Quasi a casa                                                                              | Carolina Pavone     | Italien             | Lou Doillon, Maria Chiara Arrighini, Stefano Abbati, Michele Eburnea, Francesco Bianconi        |
| Sempre                                                                                    | Luciana Fina        | Italien, Portugal   | Dokumentarfilm über die Nelkenrevolution                                                        |
| Vakhim                                                                                    | Francesca Pirani    | Italien             | Dokumentarfilm über ein aus Kambodscha stammendes Adoptivkind, das in seine Heimat zurückkehrt. |

## Auszeichnungen

### Offizielle Festivalpreise (Auswahl)
Internationaler Wettbewerb um den Goldenen Löwen
Die Auszeichnungen wurden von der Internationalen Jury unter Leitung Isabelle Hupperts am letzten Festivaltag während der Abschlussgala bekanntgegeben:
| Kategorie                                               | Film                    | Preisträger                     | Bild                                              |
| ------------------------------------------------------- | ----------------------- | ------------------------------- | ------------------------------------------------- |
| Goldener Löwe – Bester Film                             | The Room Next Door      | Pedro Almodóvar                 | Pedro Almodóvar bei der Preiszeremonie in Venedig |
| Silberner Löwe – Großer Preis der Jury                  | Vermiglio               | Maura Delpero                   |                                                   |
| Silberner Löwe – Beste Regie                            | The Brutalist           | Brady Corbet                    | Brady Corbet bei der Berlinale 2024               |
| Spezialpreis der Jury                                   | April                   | Dea Kulumbegaschwili            | Dea Kulumbegaschwili während des Festivals        |
| Bestes Drehbuch                                         | Für immer hier          | Murilo Hauser und Heitor Lorega |                                                   |
| Coppa Volpi – Beste Darstellerin                        | Babygirl                | Nicole Kidman                   | Nicole Kidman während des Festivals               |
| Coppa Volpi – Bester Darsteller                         | Jouer avec le feu       | Vincent Lindon                  | Vincent Lindon während des Festivals              |
| Marcello-Mastroianni-Preis – Bester Nachwuchsdarsteller | Leurs enfants après eux | Paul Kircher                    | Paul Kircher während des Festivals                |

Orizzonti
- Bester Film: Anul nou care n-a fost (The New Year That Never Came) – Regie: Bogdan Mureşanu
- Beste Regie: Sarah Friedland (Familiar Touch)
- Spezialpreis der Jury: Hemme’nin öldüğü günlerden biri (One of Those Days When Hemme Dies) – Regie: Murat Fıratoğlu
- Beste Darstellerin: Kathleen Chalfant (Familiar Touch)
- Bester Darsteller: Francesco Gheghi (Familia)
- Bestes Drehbuch: Scandar Copti (Yin’ād alīku / Happy Holidays)
- Bester Kurzfilm: Who Loves the Sun – Regie: Arshia Shakiba

„Luigi De Laurentiis“-Preis für den besten Debütfilm („Löwe der Zukunft“)
- Familiar Touch – Regie: Sarah Friedland (Sektion: Orizzonti)

Orizzonto Extra
- Publikumspreis: The Witness – Regie: Nader Saeivar

Venice Classics
- Bester Spielfilm: Ecce bombo (Die Nichtstuer) – Regie: Nanni Moretti
- Bester Dokumentarfilm: Chain Reactions – Regie: Alexandre O. Philippe

Ehren- und Spezialpreise

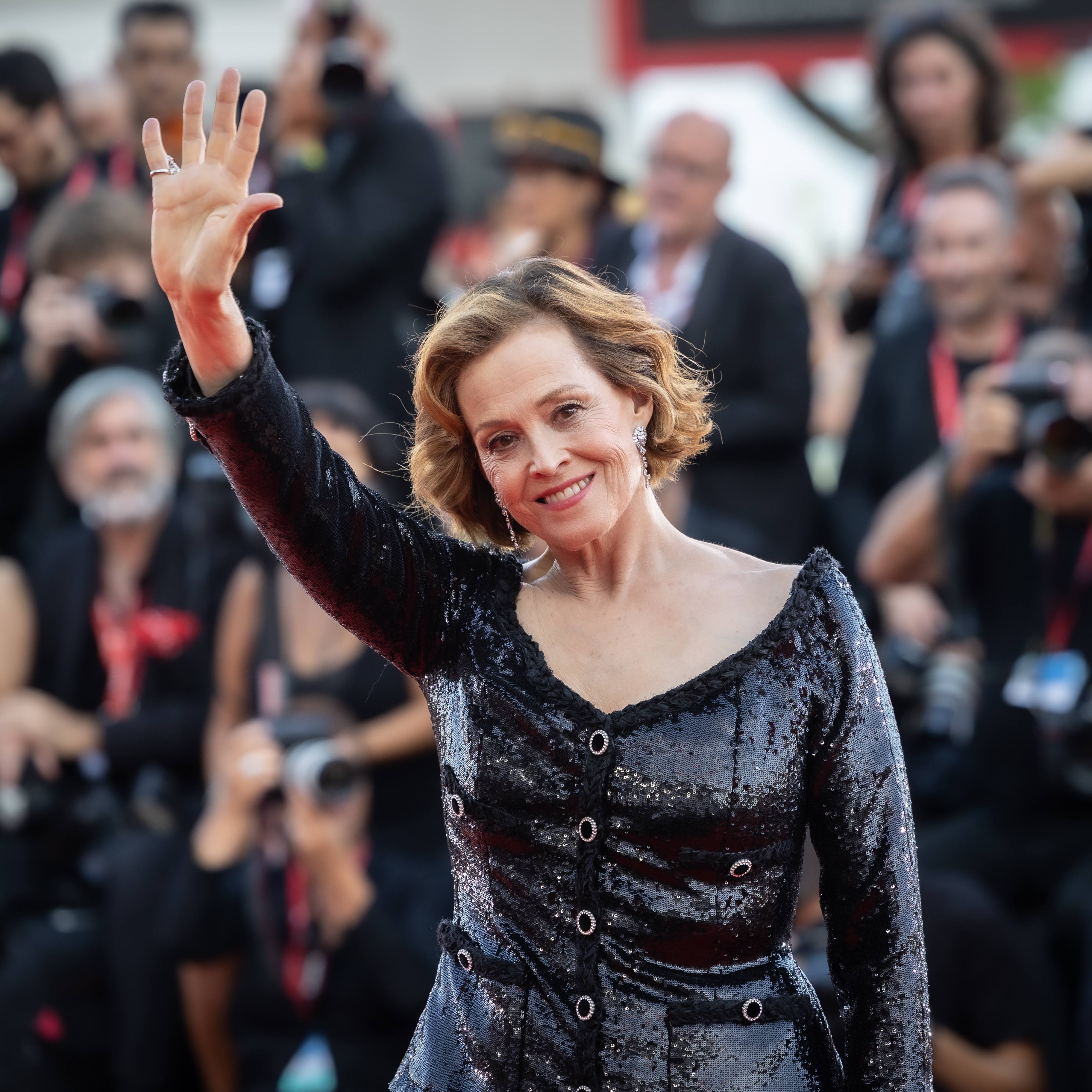
Ehrenpreisträgerin Sigourney Weaver während des Festivals

- Goldene Löwen als Ehrenpreis für ein Lebenswerk: Peter Weir und Sigourney Weaver
- Cartier Glory to the Filmmaker Award: Claude Lelouch[36]
- Campari Passion for Film Award: Paola Comencini, italienische Szenenbildnerin[37]